# 文
文（ぶん）とは、一つの完結した言明を表す言語表現の単位である。基本的には主語と述語（一方が省略されることもある）からなる。ただし、これに加えて話題（主題、題目）が重視される場合もある。

## 主述関係
まず主語と述語を基本的関係（主述関係）とする文について説明する。主語はふつう名詞句からなる。言語によって主語は省略できたり、あるいは述語に抱合された形（分離できない）で表現されたりする。述語は動詞句（または
それに相当するもの）で、動詞類、あるいはそれに加えて目的語、補語、副詞句などからなり、主語が関係すること（意味的には主語の状態、主語が起こす動作、主語が受ける行為など）を陳述する。

## 述語による分類
文は述語の形によって分類される。「A（主語）はB（補語）である」つまりA＝Bの形の文を名詞文（コピュラ文）といい、述語が動詞などからなる文を動詞文と
いう。多くの言語にこの区別があり、名詞文の動詞に相当するコピュラ（「である」）を使わない言語（「AB」という）も多い。
名詞文は意味的には、AとBを逆にしても同じ意味である（A＝Bの意味である）指定文と、AとBを逆にできない（BはAの属性である）措定文に分けることができる。
英語など多くの言語では、形容詞を述語とする場合にも名詞文（措定文）と同じ形式をとる。一方、形容詞が動詞と同じまたは似た形式をとる言語もあり、この場合は形容詞が述語となる。例えば日本語では形容詞文・形容動詞文も区別される。

## 構成による分類
上記の最小単位の文は単文（simple sentence）という。それに対して単文相当の成分を含む複数の節（それぞれ形式的に切り離すことができる）を文の中に含むような文もあり、大きく重文と複文に分けることができる。
重文（compound sentence）
複数の独立節からなり、単文を独立節にして、必要に応じ等位接続詞（日本語では接続助詞）を加えて結びつけたものである。
独立節を独立の文としても基本的な意味は通る。
複文（complex sentence）
主節と1つ以上の従属節からなり、主節のある成分が従属節に相当している。従って各節を独立させると、その関係を示す情報がなくなってしまう。
さらにこれらを組み合わせた重複文もある。

## 用法による分類
英語では次のように分類されるが、言語によってはより適切な分類がありうる。
平叙文
最も普通に用いられる、命題を表現する文をという。
疑問文
未知の情報がある場合にその提供を希望するための文である。
感嘆文
話者の感情を表現するために強調する文である。英語のWhat a wonderful day this is!など。
命令文
他者に対する命令あるいは希望を表現する文である。ふつう主語は2人称であり、主語を省略することが多い。
また、1人称複数に対する命令文で勧誘を表現することもある（英語ではLet us ~で、形式的には2人称に対する命令文、1人称複数を使役する形）。
このほか、挨拶などに用いる慣用句化された文もある。また形式的にはここに示した分類のいずれかに従いながら、別の機能を持つ文（例えば平叙文の代わりに疑問文を用いる反語、平叙文の命令的用法など）もある。

## 話題文
英語をはじめ、世界の多くの言語（主格優勢言語）では、上の主述関係が文の基本的な要素である。この主述関係とは別に、文の中心的な話題（主題、題目）という要素を加えた話題文（題述文）がある。日本語では、次の例でわかるように主語は文の重要な要素でなく、むしろ話題が重要である。このような言語を話題優勢言語という。
1. 「英語では主語が重視される。」
2. 「英語では主語を重視する。」

上の2つの文は、意味的には同じである。このうち2では、主語「英語を使う人々が」を入れることができる（英語に直訳するには主語Theyを入れなければならない）が、日本語ではそんなものを入れない。つまり「主語なし文」の方が自然であり、話題「英語では」が必須である。話題は語順（文頭にもってくるなど）や、日本語の助詞「は」などで標識される。
日本語では「は」を用いた文が普通の談話に必須である。話題を含む文は主語優勢言語にもあるが、基本的に重要ではなく、話題であると明示する必要もない（ただし話題を主題と一致させる傾向があり、行為対象を主語にする受動態などがその例である）。
話題は主述文から切り離して表現することができる（「何々については、･･･」といった表現：この場合、主述文が話題に対する陳述部となる）。特に話題優勢言語では、話題であることが何らかの方法で明示され、「象は鼻が長い」といった"二重主語文"（実際には「象は」が話題、「鼻が」が主語である）も用いられる。
話題は文全体で共通であることが多い（少なくとも独立節内では共通である）。普通の談話では、話題は文脈から理解できるものであって、その意味で「既知の情報」である。例えば小説の冒頭でいきなり「山椒魚は悲しんだ」と話題の形で出すことによって読者の驚きを文学的に狙うこともある。

## 関連
- 文章